# Nicolas Chantereine
Nicolas de Chantereine (1470 - 1551) était un sculpteur d'origine française qui a travaillé une grande partie de sa vie au Portugal entre 1517 et 1551. Il doit sa célébrité à son travail sur certaines des œuvres majeures de l'architecture portugaise.

## Biographie

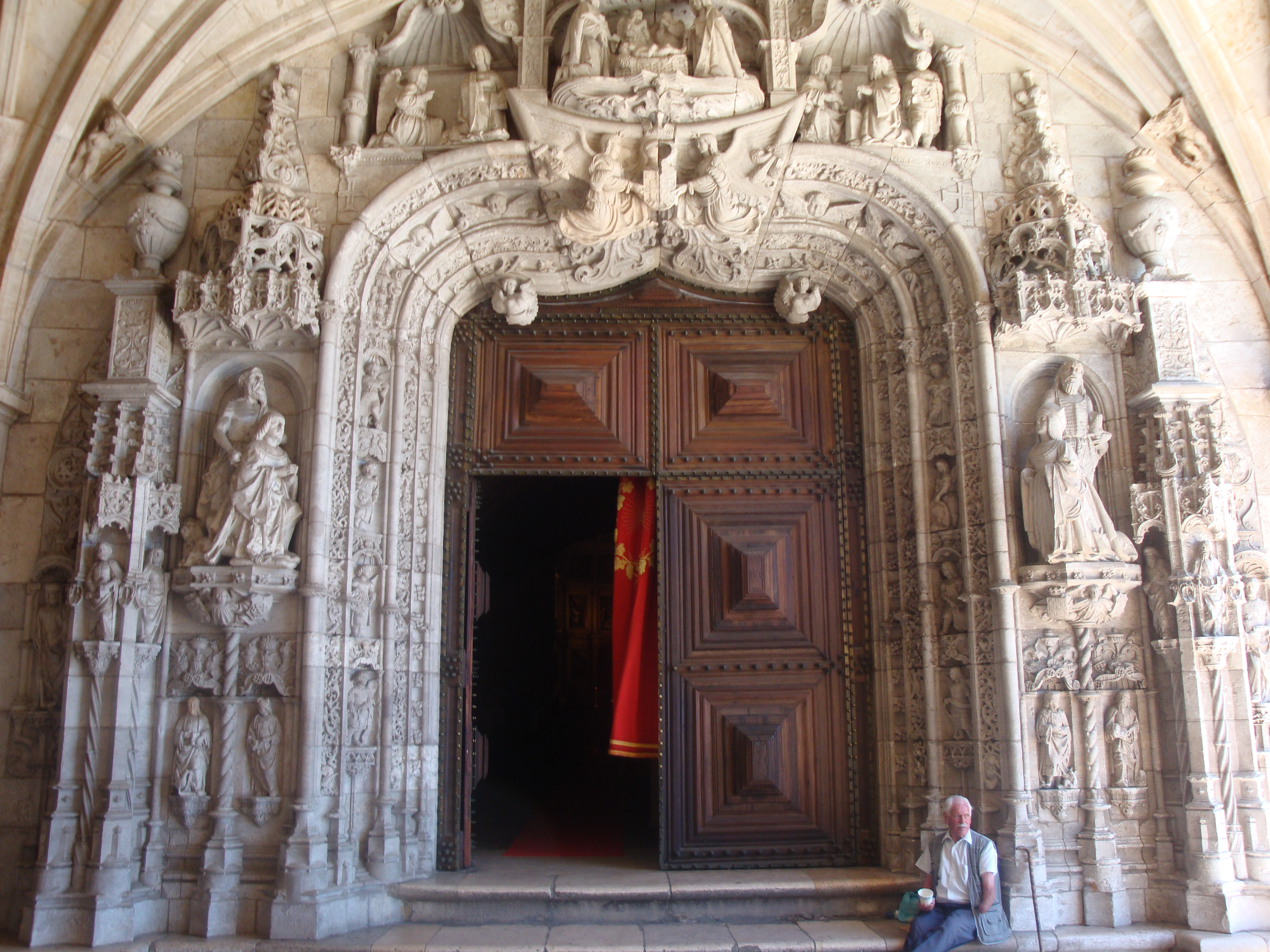
Monastère des Hiéronymites, portail ouest, transition entre le style manuelin et le style Renaissance

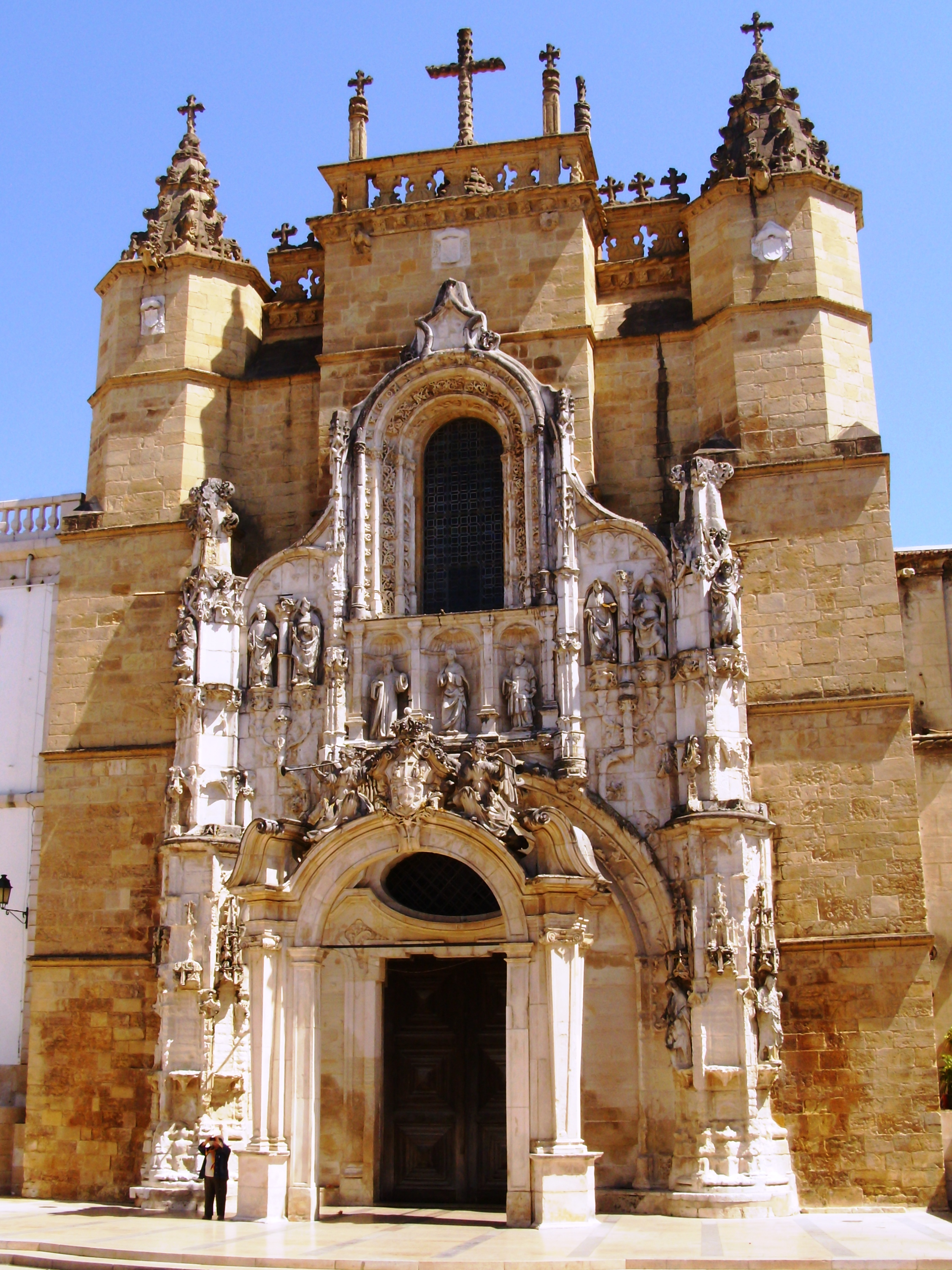
Monastère de la Sainte-Croix de Coimbra.
Portail de l'église sculpté par Nicolas Chantereine et Diogo de Castilho

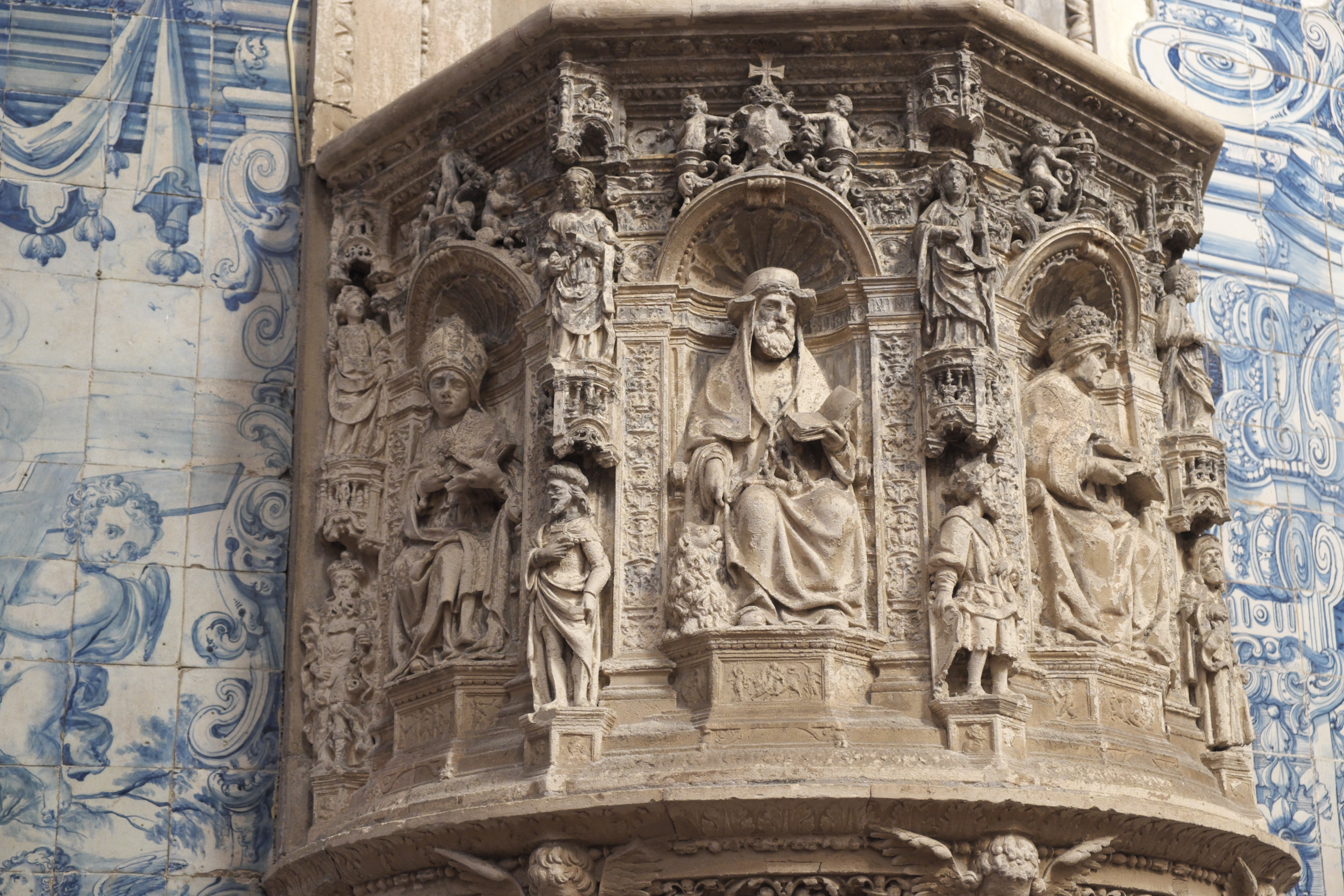
Chaire du Monastère de la Sainte-Croix de Coimbra

Il serait peut-être né en Lorraine, aurait séjourné en Italie, avant de travailler à Saint-Jacques-de-Compostelle où l'on trouve trace de lui en 1511. Il est possible qu'il soit passé par le Portugal auparavant sans qu'on puisse l'affirmer.
La première référence écrite concernant la présence de maître Nicolas au Portugal date de 1517, en tant que responsable de la porte axiale de l'église Sainte Marie de Belém de l'Ordre de Saint-Jérôme. Outre les épisodes concernant la vie de la Vierge (Annonciation, Nativité et Épiphanie), Chantereine a sculpté les portraits du roi Manuel Ier de Portugal et de sa femme Marie d'Aragon.
En 1518, il a quitté Belém pour Coimbra où on le retrouve travaillant sur le monastère de Santa Cruz. Il est responsable des gisants des tombes d'Alphonse Henriques et de Sanche Ier de Portugal. La ville se trouve près des carrières de l'une des pierres calcaires les plus utilisées à l'époque dans la sculpture: la célèbre Pierre d'Ançã. On doit à Chantereine la magnifique chaire de ce monastère et une série de bas-reliefs (dont trois seulement subsistent aujourd'hui) sur le thème de la Passion du Christ.
Sa réputation est si grande que le roi Manuel Ier en fait son sculpteur personnel (Imaginario de Pedraria), en 1519, et lui accorda pension et privilèges. Il est alors le plus grand sculpteur de ce qui allait être appelé  «L'école de Coimbra », comprenant de Jean de Rouen (João de Ruão), Jacques Buxe, Philippe Houdart, Diogo Francisco, Pero Anes, Diogo Fernandes, João Fernandes, João de Castilho et Diogo de Castilho.
Autour de 1520, il travaille à Óbidos sur l'église de Sainte-Marie.
Comme Jean de Rouen, il a travaillé dans le monastère cistercien de Celas dans la ville de Coimbra,. Le monastère a été rénové sous les abbatiats de l'abbesse Leonor de Vasconcelos (1521-1541) et l'abbesse Maria de Távora (1541-1572). À la première abbesse on doit la rénovation de l'église avec une voûte probablement réalisée sous la direction de Diogo de Castilho. Chantereine y travaillé sur plusieurs ouvrages de style Renaissance et sur son tombeau.
À Tentúgal sur la commune de Montemor-o-Velho, dans le monastère Hiéronomite de Saint Marc, Nicolas Chantereine a sculpté un retable avec pour thème central la Lamentation du Christ, avec sur le côté les figures des donateurs, à savoir, Aires Gomes da Silva et Guiomar de Castro. Em bas, on trouve plusieurs niches évoquent des épisodes de la vie de Saint Jérôme.
En 1526, le roi Dom João III le nomma héraut royal . La même année il a sculpté le portail renaissance de la salle capitulaire du monastère de Celas.
De retour d'un voyage à Saragosse (1527-1528), il travaille de nouveau pour l'Ordre de Saint-Jérôme (1528) avec la construction d'un retable d'albâtre pour l'église-couvent de Pena (mosteiro de Nossa Senhora da Penade) à Sintra, qui fait aujourd'hui partie du Palais national de Pena. Cette œuvre magistrale ne sera achevée qu'en 1534; elle est dédiée à l'Infant Manuel, fils de Jean III de Portugal et de Catherine de Castille.
Entre 1536 et 1540, il séjourne à Évora, où l'on trouve un ensemble d'œuvres style renaissance qui lui est attribué, sans que l'on puisse le certifier. Il aurait travaillé en collaboration avec Miguel de Arruda à Évora, avec qui il serait à l'origine des plans du Couvent de Graça en 1542.
On pense qu'il serait mort autour de 1551.

## Source
- (pt) Cet article est partiellement ou en totalité issu de l’article de Wikipédia en portugais intitulé « Nicolau de Chanterene » (voir la liste des auteurs).

- (en) Cet article est partiellement ou en totalité issu de l’article de Wikipédia en anglais intitulé « Nicolau Chanterene » (voir la liste des auteurs).